# Јадовник (Босна)
Јадовник је планина у западној Босни између Босанског Грахова и Дрвара. Пружа се динарским смером, а грађена је од јурских кречњака.
Највиши врхови су Лисина (1656 м), Јадовник (1650 м) и Црни врх (1579 м). На старијим географским и топографским картама је погрешно именована као Вијенац.